# Motorcar Classics
Motorcar Classics Inc. war ein US-amerikanischer Hersteller von Automobilen.

## Unternehmensgeschichte
Das Unternehmen wurde am 16. Februar 1977 in Novato in Kalifornien gegründet. Anderen Quellen nennen San Rafael, und North Hollywood, beides ebenfalls in Kalifornien. Thomas F. Piper jr. und William Piper waren die Gründer. 1979 begann die Produktion von Automobilen. Der Markenname lautete Motorcar Classics. 1985 endete die Produktion. Nach dem 22. Februar 1999 ist nichts mehr bekannt.

## Fahrzeuge
Der Lance ähnelte einem Mercedes-Benz SS. Es soll eine Kopie des Gazelle von Classic Motor Carriages gewesen sein. Eine Ausführung hatte das Fahrgestell vom VW Käfer. Daneben stand auch ein eigenes Fahrgestell zur Verfügung, das Vierzylindermotoren vom Ford Pinto und Ford Mustang II aufnahm.
Der Seneca war dem MG TD nachempfunden. Er hatte ebenfalls Motoren vom Pinto und Mustang, darunter auch V8-Motoren.
Außerdem stand eine Nachbildung eines Bugatti im Sortiment.